# Newnham (Northamptonshire)
Newnham is een civil parish in het bestuurlijke gebied Daventry district, in het Engelse graafschap Northamptonshire met 580 inwoners.
Het plaatsje grenst in het oosten aan de rivier Severn.